# Verfassungsreferendum in Island 2012
2012 wurde ein unverbindliches Verfassungsreferendum in Island abgehalten. Die Wähler wurden gefragt, ob sie sechs Vorschlägen, die in einer neuen Verfassung beinhaltet wären, zustimmen. Diese wurden von der Isländischen Verfassungsversammlung erstellt. Alle Vorschläge wurden von den Wählern akzeptiert. Die Verfassungsreform wurde trotzdem nicht umgesetzt.

## Fragen
Die zur Wahl stehenden Fragen waren:
1. Sollen die Vorschläge des Verfassungsrates als Entwurf einer neuen Verfassung dienen?
2. Sollen in der neuen Verfassung natürliche Ressourcen, die nicht in Privatbesitz sind, als nationales Eigentum erklärt werden?
3. Sollen in der neuen Verfassung Bestimmungen über eine etablierte (nationale) Isländische Kirche zu finden sein?
4. Sollen in der neuen Verfassung in größerem Umfang als es momentan der Fall ist, Bestimmungen zu finden sein, welche die Wahl von bestimmten Einzelpersonen zur Althing zulassen?
5. Soll in der neuen Verfassung eine Bestimmung zu finden sein, die das gleiche Recht für Stimmen in allen Teilen des Landes festlegt?
6. Soll in der neuen Verfassung eine Bestimmung zu finden sein, die besagt, dass ein bestimmter Anteil der Wählerschaft in der Lage ist zu fordern, dass Probleme einem Referendum unterzogen werden?

## Ergebnisse
| Frage       | Dafür   | Dafür | Dagegen | Dagegen | Neutral | Invalide | Gesamt  | Registrierte Wähler | Ergebnis |
| Frage       | Stimmen | %     | Stimmen | %       | Neutral | Invalide | Gesamt  | Registrierte Wähler | Ergebnis |
| ----------- | ------- | ----- | ------- | ------- | ------- | -------- | ------- | ------------------- | -------- |
| 1           | 73,408  | 66.9  | 36,252  | 33.1    | 4,991   | 741      | 115,392 | 236,911             | 48.7     |
| 2           | 84,633  | 82.9  | 17,441  | 17.1    | 12,582  | 736      | 115,392 | 236,911             | 48.7     |
| 3           | 58,354  | 57.1  | 43,861  | 42.9    | 11,792  | 740      | 114,747 | 236,911             | 48.4     |
| 4           | 78,356  | 78.4  | 21,623  | 21.6    | 14,673  | 741      | 115,393 | 236,911             | 48.7     |
| 5           | 66,554  | 66.5  | 33,536  | 33.5    | 14,664  | 747      | 115,501 | 236,911             | 48.7     |
| 6           | 72,523  | 73.3  | 26,402  | 26.7    | 15,729  | 739      | 115,393 | 236,911             | 48.7     |
| Quelle: RÚV |         |       |         |         |         |          |         |                     |          |